# Yuba (alimento)
La yuba, también conocida como piel de soja o nata de soja, es un alimento chino y japonés elaborado a partir de soja. Durante la cocción de la leche de soja en un recipiente poco profundo se forma en la superficie del líquido una película o piel compuesta principalmente de formas complejas de proteína-lípido. Estas películas se recogen y secan, resultando en láminas amarillentas.

## Preparación

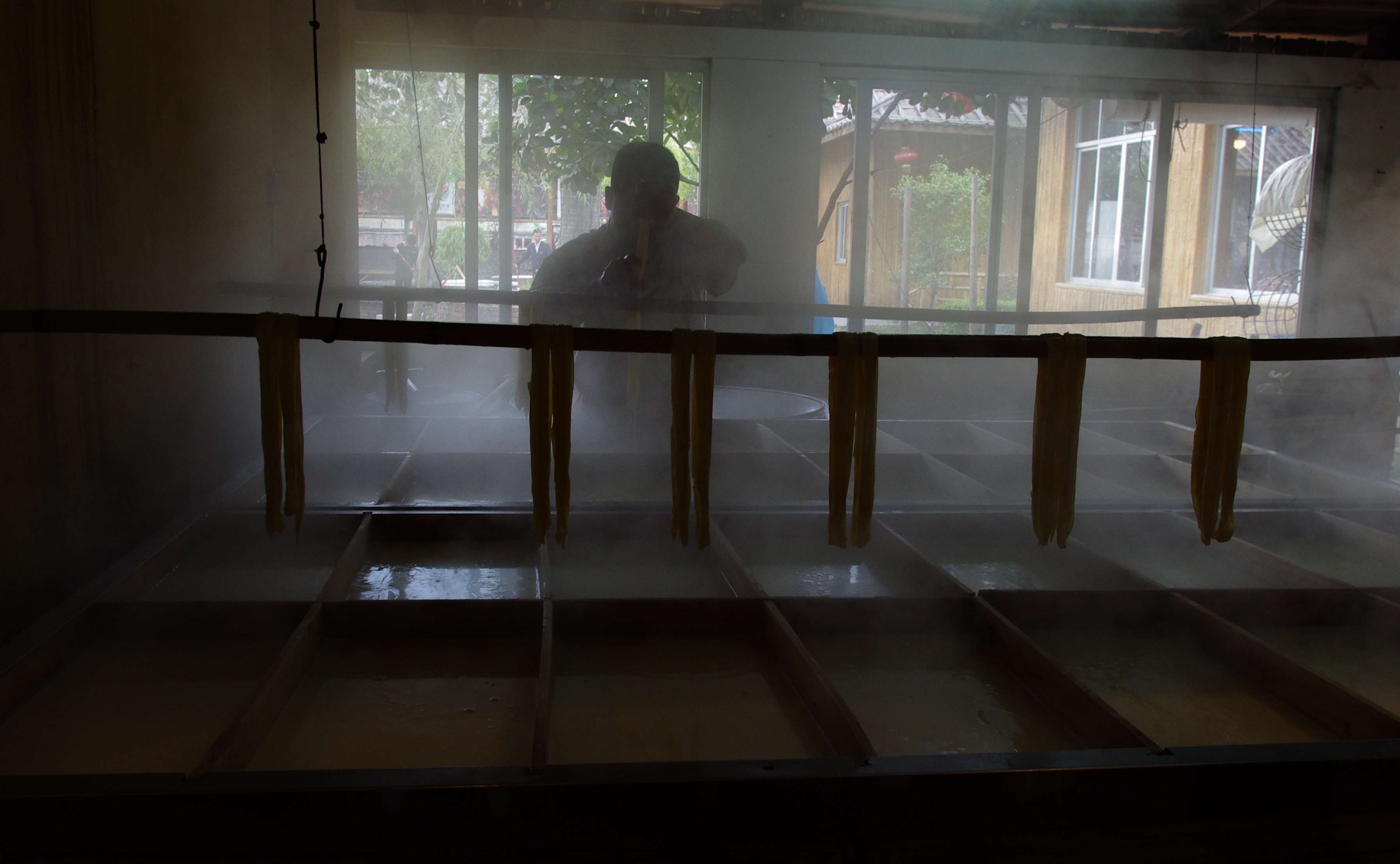
Varitas de nata de soja atadas a una tela mientras se cocen, de modo que mantengan su forma.

La yuba puede comprarse fresca o seca. En este último caso, se rehidrata en agua antes de usarse. Se usa a menudo para envolver los dim sum.
Debido a su textura ligeramente gomosa, la yuba también se fabrica en formas de ramilletes, doblada y envuelta, que se usan como sustitutos de la carne en la cocina vegetariana y vegana. La yuba también puede envolverse y entonces doblarse sobre sí misma para elaborar doù baō (en chino, 豆包, literalmente ‘paquete de tofu’). A menudo se fríen para darles más firmeza antes de proceder a cocinarlas.

## Formas
Hay tres formas básicas de yuba: fresca, semiseca y seca. Se encuentran muchas variedades de cada una de ellas.

### Varitas defu zhu

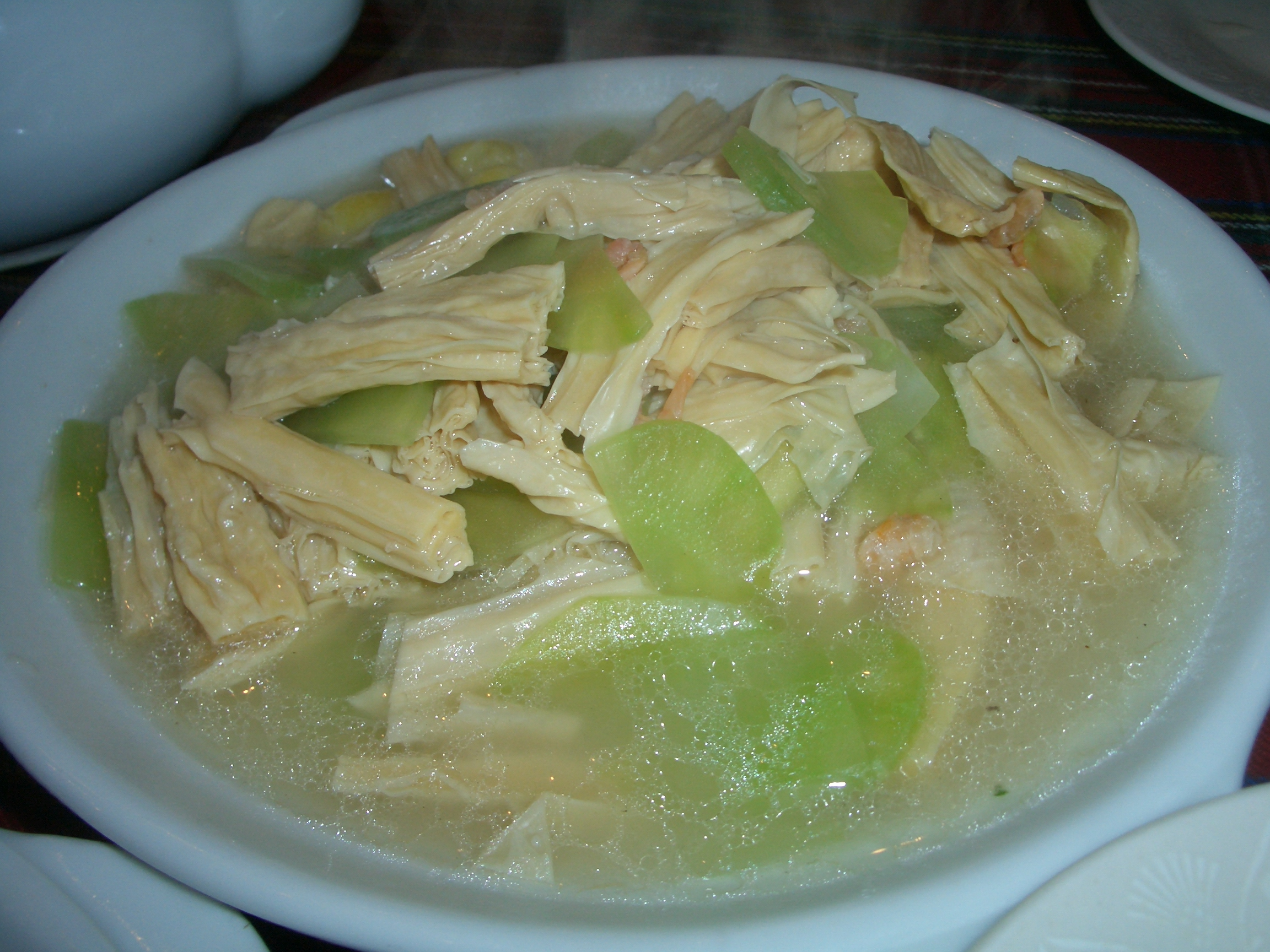
Varitas de yuba.

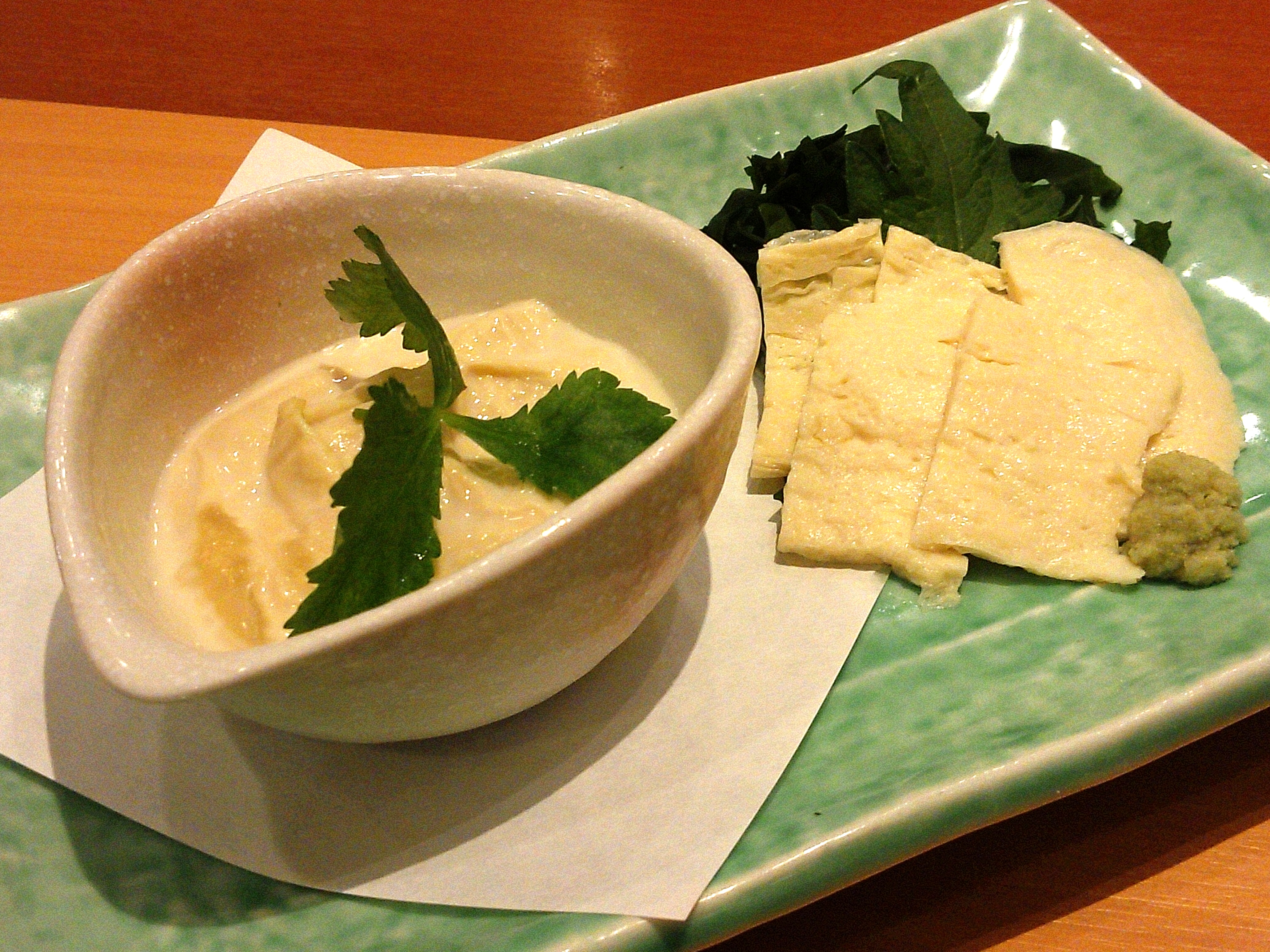

La yuba también puede agruparse en varitas llamadas varitas de nata de soja (en chino, 腐竹; pinyin, fǔ zhú, literalmente ‘bambú de tofu’). Agrupando pieles de tofu frescas o pieles secas rehidratadas, atándolas fuertemente con una tela y cociéndolas, la varita resultante mantendrá su forma. Esta piel de tofu se llama entonces pollo de tofu (en chino tradicional, 豆雞; pinyin, doù jī o en chino tradicional, 素雞; pinyin, sù jī). En la cocina tailandesa se llaman fawng dtâo-hûu (ฟองเต้าหู้, literalmente ‘espuma de tofu’).

### Sucedáneo de carne
Disponiendo y agrupando las capas de cierta forma, puede obtenerse una imitación de un trozo de pechuga de pollo con piel. El efecto se completa friendo el lado de la «piel» hasta volverlo crujiente. Se rellena con verduras para obtener un pato de tofu. También se puede usar para elaborar la versión vegana de los callos

### Tronco
Otros métodos son enrollar la piel de tofu fuertemente sobre un palillo y cocerlo al vapor para obtener un tronco. Cuándo éste se corta, cada rebanada tendrá forma circular con un agujero cuadrado en el centro, lo que recuerda a las antiguas monedas chinas.